# Hohenmölsen
Hohenmölsen er en gammel by, grundlagt i 1080, beliggende i Burgenlandkreis i den sydlige del af den tyske delstat Sachsen-Anhalt.
Byen med omkring 9.500 indbyggere, ligger på en bakke, omkring 15 km sydøst for Weißenfels. Omgivelserne er præget af landbrug og tidligere tiders brunkujlsudvinding. Nærliggende større byer er udover Weißenfels, Zeitz mod syd og Leipzig mod nordøst.
Centrum af Hohenmölsen er præget af tre bygninger: kirketårnet, vandtårnet og rådhustårnet, hvilket får de lokale til at kalde den Byen med de tre tårne.

## Landsbyer
Følgende lndsbyer er indlemmet i Hohenmölsen:
- Oberwerschen
- Rössuln
- Wählitz
- Webau
- Werschen
- Zembschen
- Großgrimma
- Jaucha
- Zetzsch

## Historie
Hohenmölsen var i 1080 skueplads for Slaget ved Hohenmölsen.